# Abariltur
Abariltur (en ibèric  abaŕiltur) era el nom que rebia una seca de moneda ibèrica localitzada en algun punt encara desconegut del litoral català o valencià. Durant el segle ii aC encunyà moneda de bronze amb inscripcions de l'alfabet ibèric.
Coneguda únicament pels pocs exemplars de moneda que va encunyar, l'indret no apareix esmentat a cap font clàssica. La majoria de les monedes d'Abariltur han aparegut a jaciments a prop del Baix Maestrat, motiu pel qual s'especula que la seca es trobava entre Alcalà de Xivert i Vinaròs, sent Santa Magdalenda de Polpís l'indret on s'han trobat més exemplars de moneda.